# Tibor Károlyi
Tibor Károlyi (nascut el 15 de novembre de 1961), és un jugador, entrenador, escriptor i teòric dels escacs hongarès, que té el títol de Mestre Internacional des de 1983, i també el d'Àrbitre Internacional des de 1997.
A la llista d'Elo de la FIDE de l'agost de 2020, hi tenia un Elo de 2319 punts, cosa que en feia el jugador número 138 (en actiu) d'Hongria. El seu màxim Elo va ser de 2475 punts, a la llista de gener de 1988.

## Entrenador i escriptor d'escacs
El 1989 va començar la seva profitosa carrera com a entrenador. Entre els seus alumnes hi hagué Péter Lékó, Judit Polgár, Ildikó Mádl i Jason Goh Koon-Jong.
Károlyi ha escrit nombrosos articles de teoria dels escacs per a New in Chess, però és probablement més conegut com a autor de popularíssims llibres d'escacs. El seu llibre Endgame Virtuoso Anatoly Karpov (coescrit amb en Nick Aplin) va guanyar el premi de Chess Book of the Year de 2007 de The Guardian.
És actiu a l'Internet Chess Club amb el sobrenom de "chesstrainer".

## Partides notables
- Garri Kaspàrov vs Tibor Karolyi Jr., Dortmund 1980, defensa índia de dama, variant Kaspàrov - Petrosian (E12), 1/2-1/2
- Mikhaïl Tal vs Tibor Karolyi Jr., Tallinn 1985, gambit de dama refusat, defensa semi-Tarrasch, línia principal (D42), 1/2-1/2.
- Jaan Ehlvest vs Tibor Karolyi Jr., Tallinn 1985, obertura Ruy López, defensa Morphy, fianchetto diferit (C76), 0-1.
- Andras Adorjan vs Tibor Karolyi Jr., Campionat d'Hongria per equips, 1993, obertura Zukertort (A04), 0-1.